# Université des Antilles et de la Guyane
Die Université des Antilles et de la Guyane (UAG) war eine Universität mit fünf Standorten in den französischen Überseeregionen Französisch-Guayana in Südamerika sowie Guadeloupe und Martinique in der Karibik. 

Sie war in sechs Fakultäten (UFR) und fünf Institute gegliedert und hatte rund 12.000 Studenten. Aus dem Campus in Französisch-Guayana ging die Université de Guyane hervor, die seit 2014 unabhängig von der Université des Antilles ist.
Die Hochschule war die einzige französische Universität in Amerika und eine von vieren außerhalb des französischen Mutterlandes (France metropolitaine).